# Folyás
Folyás è un comune dell'Ungheria di 405 abitanti (dati 2001). È situato nella contea di Hajdú-Bihar.